# Agnes Banks, New South Wales
Agnes Banks este o suburbie în Sydney, Australia.